# لغة الأوريا
الأوريا (ଓଡ଼ିଆ ōṛiā) وهجاؤها الرسمي الأوديا، هي لغة هندية تنتمي إلى الهندية الآرية، وتنحدر من فروع عائلة اللغات الهندية الأوروبية. ويتم التحدث بها بشكل أساسي في ولايات أديشة وفي أجزاء من بنغال الغربية جاركند وتشاتيسغار وأندرا برديش. وتعد الأوريا إحدى اللغات الرسمية العديدة في الهند؛ وهي اللغة الرسمية لولاية أوريسا وثاني لغة رسمية لولاية جاركند. وتعد الأوريا هي اللغة السائدة في ولاية أوريسا، حيث يشكل المتحدثون بلغة الأوريا 83.33% من عدد السكان وفقًا للدراسات الإحصائية.[بحاجة لمصدر]

## معلومات تاريخية
الأوريا هي إحدى اللغات الهندية الآرية الشرقية التي تنتمي إلى عائلة اللغات الهندية الآرية. ويُعتقد أنها انحدرت من لغة ماغادي براكريت المماثلة لـأردها ماغادي، والتي كان يُتحدث بها في الهند الغربية منذ أكثر من 1500 عام، وهي اللغة الأساسية المستخدمة في نصوص جاين (الجاينية) الأولية. وظهرت لغة الأوريا متأثرة نسبيًا من الفارسية والعربية، بالمقارنة مع غيرها من اللغات الهندية الشمالية الرئيسية.